# Francisco Netri
 Francisco Netri  o Nitri (Albano di Lucania, Lucania, Italia; 2 de abril de 1873-Rosario, provincia de Santa Fe, Argentina, 5 de octubre de 1916) fue un abogado italiano que tuvo una participación importante en el conflicto iniciado en 1912, en la actividad agraria en Argentina conocido como el Grito de Alcorta.  Al fallecer su padre cuando tenía 5 años, quedó al cuidado de su hermano José y estudió en Potenza en el Instituto Sarli, y luego en Nápoles donde terminó su carrera de Derecho.

## Actividad profesional
Comenzó a ejercer su profesión en Italia y luego emigró a la Argentina con dos hermanos sacerdotes, Pascual y José, radicándose en la provincia de Santa Fe.
En esa provincia comenzó en 1912 un movimiento de protesta de chacareros arrendatarios persiguiendo una rebaja de los alquileres que se conoce como Grito de Alcorta porque tuvo como epicentro la ciudad santafecina de ese nombre. Posteriormente se agregaron otros reclamos y ello dio origen a la Federación Agraria Argentina, entidad a la que también adhirieron pequeños propietarios y que recibió el apoyo del gobierno radical de la provincia de Santa Fe.
Francisco Netri fue uno de los animadores de ese movimiento y fue asesinado el 5 de octubre de 1916 en una céntrica calle de Rosario por Carlos Ocampo, persona que fue detenida y nunca develó sus móviles.

## Honores
- En el Cementerio El Salvador, la Municipalidad de Rosario y el artista Dante Taparelli diseñaron y abrieron el "Paseo de los Ilustres", donde el busto de Netri está entronizado.[3][4][5]

## Película
Entre 1976 y 2008 Juan Ginés Muñoz Digiorgi dirigió según su propio guion escrito en colaboración con Ricardo Caballero el filme documental Netri, el mártir de Alcorta sobre la vida de Francisco Netri, que no fue estrenado comercialmente.